# Androgynie

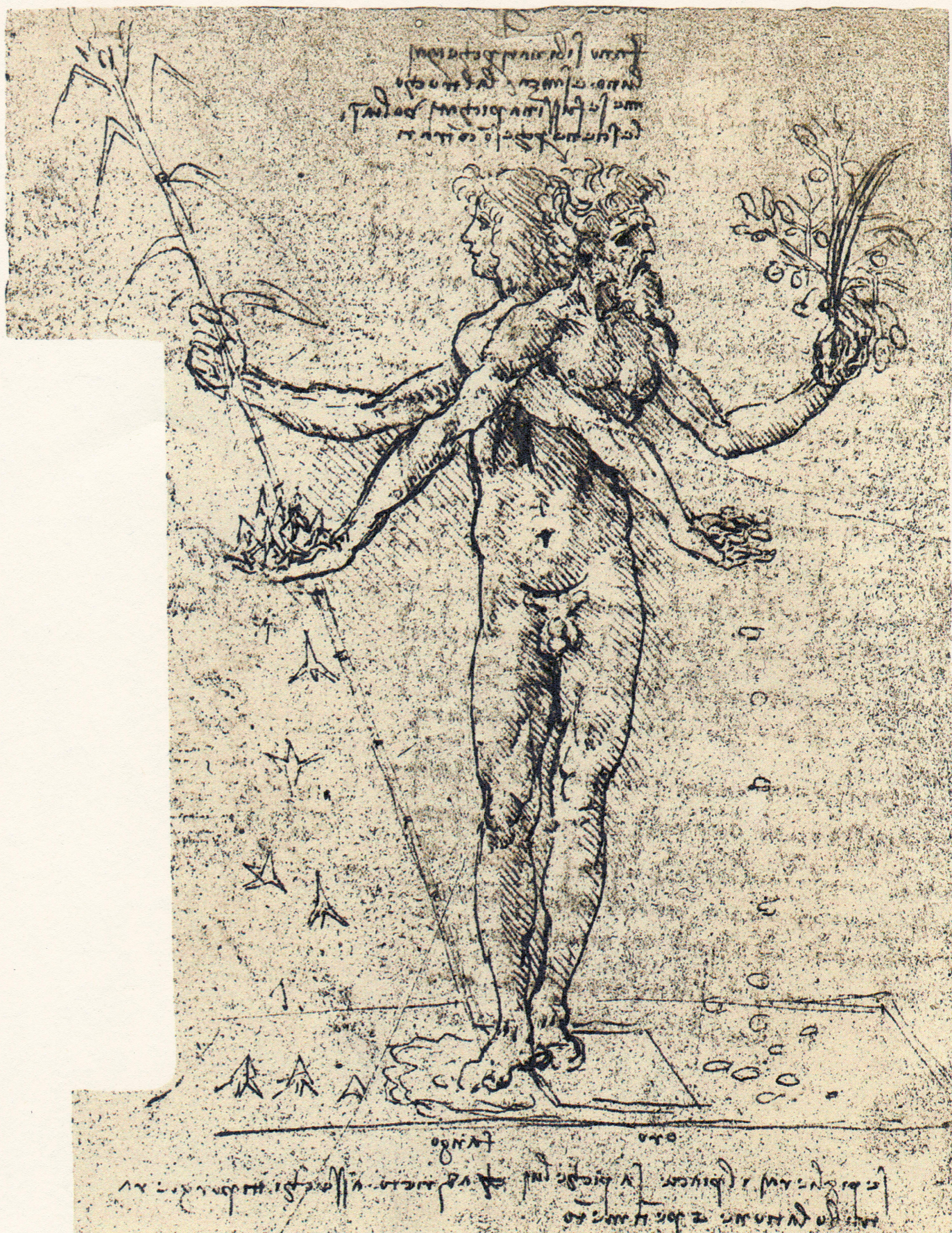
Kresba androgyna s dvěma hlavami, Leonardo da Vinci, přelom 15. a 16. století

Androgynie, z řeckého anér „muž“ a gyné „žena“ je stav, kdy jsou přítomny mužské i ženské znaky, tedy oboupohlavnost. V biologii může být chápán jako synonymum k hermafroditismu, respektive u lidí intersexuality, v psychologii kombinaci osobnostních rysů tradičně přisuzovaným pohlavím. V různých kulturách a epochách byla, často v závislosti na kontextu, jak odmítána, tak oceňována. V západní společnosti začala být androgynie přijímána především od 60. let 20. století v souvislosti s druhou vlnou feminismu, sexuální revolucí a hnutím za práva LGBT lidí.

## Etymologie
Androgynie jako podstatné jméno se začala užívat cca kolem roku 1850 a nominalizovala přídavné jméno androgynní. Použití přídavného jména se datuje od počátku 17. století a je samo odvozeno od staršího francouzského (14. století) a anglického (r. 1550) termínu androgyne. Termíny jsou nakonec odvozeny ze Starověké řečtiny: ἀνδρόγυνοςod ἀνήρ,mající původ v ἀνδρ- (anér, andr-, což znamená "muž) a γυνή (gunē, gyné, což znamená žena), přes latinu: androgynus, starší slovní tvar androgyn je ještě v použití jako podstatné jméno s překrývajícím se souborem významů.

## Historie
V západní kultuře byla androgynie někdy spojována s pozitivně chápanou celistvostí či totalitou. Androgynie mezi lidmi – fyzické, psychické, a kulturní – je doložena od nejstarší historie a skrze světové kultury. Starověký řecký mýtus o Hermaphroditovi a Salmacis, dvě božstva spojena do jednoho nesmrtelníka – poskytl referenční rámec používaný v Západní kultuře po staletí. Androgynie a homosexualita jsou vidět v Platónově Symposiu v mýtu, který Aristofanés vypráví publiku. Lidé bývali dříve sférické bytosti se dvěma těly, které k sobě byly připojeny zády. Existovaly tři pohlaví: mužsko-mužští lidé, kteří sestoupili ze slunce, žensko-ženští lidé, kteří sestoupili ze země, a mužsko-ženští lidé, kteří přišli z měsíce. Poslední pár představuje androgynní pár. Tito sféričtí lidé se snažili převzít božskou moc, ale nepodařilo se jim to. Zeus se tedy rozhodl nechat je rozpůlit, a přiměl Apolla, aby je sešil dohromady a nechal pupík na připomenutí, že nemají vzdorovat bohům. Kdyby to udělali znovu, nechal by je rozpůlit a mohli by skákat jen po jedné noze. Platón v tomto díle tvrdí, že homosexualita není hanebná. Toto je jeden z nejstarších odkazů na androgynii. Jiné rané odkazy na androgynii zahrnují astronomii, kde názvem androgyn pojmenovávali planety, které měnily teplotu.
Filozofové jako Philo z Alexandrie a raně křesťanští vůdci jako Órigenés, Řehoř z Nyssy nadále podporovali myšlenku androgynie jako původní a dokonalý lidský stav během pozdní antiky." Ve středověké Evropě, hrál pojem androgynie důležitou roli v křesťanské teologické debatě a alchymistické teorii. Vlivní teologové, například Jan z Damašku a John Scottus Eriugena nadále podporovali předpodzimní androgynii navrhovanou ranými církevními otci, zatímco ostatní duchovenstvo vykládalo a diskutovalo o vhodném názoru a léčbě současných "hermafroditů."
Zahrnování androgynie v západním esotericismu pokračovalo do moderní doby. Antologie Alchemických myšlenek De Alchemia z roku 1550 obsahovala vlivný Růženec filosofů, který znázorňuje posvátné manželství mužského principu (Sol) s ženským principem (Luna), vytvářející "Božského Androgyna," reprezentující alchymistické hermetické přesvědčení v dualismus, transformaci, a transcendentální dokonalost unie protikladů. Symbolika a význam androgynie byla středem pozornosti německého mystika Jakoba Böhmeho a švédského filozofa Emanuela Swedenborga. Filozofický koncept "Všeobecného Androgyna" (nebo "Univerzálního Hermafrodita") – dokonalého splynutí pohlaví, které předcházely dnešnímu zkaženému světu a/nebo byla utopie dalšího – také hrála ústřední bod v Rosicrucianově doktríně a filozofických tradicích jako Swedenborgianismus a teosofii. Architekt dvacátého století Claude Fayette Bragdon vyjádřil za použití stavebních bloků v mnohých ze svých nejznámějších děl tento koncept matematicky jako magický čtverec.
Romantičtí básníci Samuel Taylor Coleridge a Percy Bysshe Shelley nebo spisovatelka Virginia Woolf se domnívali, že velký tvůrčí duch musí být androgynní. Psycholog Carl Gustav Jung považoval za zdravou lidskou duši taktéž za androgynní, s animem a animou v rovnováze, která díky tomu může dosáhnout svého plného potenciálu.

### Feminismus a osvobození gayů
Na přelomu 60. a 70. let 20. století se androgynita počala objevovat ve feministickém myšlení a v souvislosti s hnutím za osvobození gayů. Aktivista za gay práva Dennis Altman ve své knize Homosexual Oppression and Liberation z roku 1972 volal po konci represe, která člověku zabraňuje přijmout jeho esenciálně androgynní povahu. Podobnou myšlenku zastávala antropoložka Gayle Rubin, která v roce 1975 označil ideální společnost takovou, která je androgynní, postrádající koncept genderu a kde je pohlaví jedince irelevantní v ohledu na toho, koho může nebo nemůže milovat. Feministická autorka Carolyn Heilbrun ve své knize Toward a Recognition of Androgyny z roku 1973 zastávala názor, že pohlaví existuje jako spektrum, v rámci kterého by jedinec měl mít dovoleno nalézt své místo bez ohledu na zvyky okolí.
Zároveň byla ale ve feministickém prostředí androgynita kritizována. Básnířka Adrianne Rich po počáteční pozitivním náhledu na ní začala androgynitu kritizovat a stejně jako někteří další ji označila za něco, co ve skutečnosti podporuje patriarchát. Podle těchto názorů se skrze ní politický, systémový, problém redukuje na osobní volbu a obraz androgyna je často jen obrazem mužem zdokonaleného skrze přídavek malé dávky ženství. V souvislosti s androgynitou módy přelomu 70. a 80. let 20. století bylo poukázáno například na to, že glam rockoví a heavy metaloví hudebníci, se svou výraznou androgynitou, nijak neohrožovali heterosexuální a sexistické normy, zatímco explicitně bisexuální David Bowie nebo příliš „butch“ kulturistka Bev Francis, přitahovali negativní pozornost.
Také v prostředí gay hnutí přestala být androgynita ideálem a homosexuální muži přestali chápat svou identitu jako kombinaci mužského a ženského elementu, což byl pohled vycházející ze starších koncepcí třetího pohlaví, uranismu nebo sexuální inverze. Z těchto důvodů začal z gay kultury mizet drag queens, dichotomie jako femme/butch a další formy překračování či kombinování genderu. Projevil se v tom vliv Michela Foucalta, který označil gender za pouhý sociální konstrukt. Ze stejného důvodu ale došlo v rámci LGBT hnutí na přelomu 20. a 21. století k návratu překračování či kombinování genderu, nyní jako kritika převládající chápání genderu jako binárního. I tato „nová androgynita“ zůstává předmětem kritiky některých feministek, jako je například Biddy Martin.

## Symboly a ikonografie

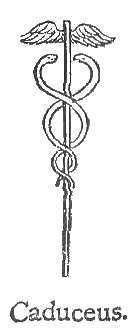
Caduceus

Ve starověkém a středověkém světě byli androgynie a hermafroditi zastoupeni v umění caduceusem, holí s transformační silou v antické řecko-římské mytologii. Caduceus byl vytvořen Teiresiem a představuje jeho transformaci do ženy, kterou způsobila bohyně Héra resp. Juno, jako trest za napadení pářících se hadů. Caduceus byl později v majetku Herma resp. Merkura a stal se základem astronomického symbolu pro planetu Merkur a pro botanické označení hermafrodita. Tento symbol je někdy užíván pro označení transgender lidí.
Další známou ikonou androgynie ve středověkém a raně moderním období byla Rebis, figura spojující muže a ženu, často se solárními a lunárními motivy. Dalším symbolem byl sluneční kříž, který spojil kříž (nebo saltire), symbol muže, s kruhem, symbolem ženy. Tento znak je nyní astronomickým symbolem pro planetu Zemi.
|  |  |  |  |

## Genderové identity
Pro člověka je androgyn z hlediska genderové identity osoba, která nezapadá do typické mužské či ženské genderové role jeho společnosti. Androgyni mohou také užívat termín "ambigender" nebo "polygender" k jejich vyjádření. Mnoho androgynů se označují za mentálně mezi mužem a ženou. Mohou se označovat jako "non-gender", "genderově neutrální" (gender neutral), "agender", "mezi pohlavími", "genderqueer", "non-binary" (nebinární), "multigender", "intergendered", "pangender" nebo "gender fluid", nicméně tyto termíny se lehce liší v definici. Osoba, která je androgynní, se může zavázat s tím, co je bráno jako mužské nebo ženské chování a úkoly. Mají vyváženou identitu, která zahrnuje přednosti obou pohlaví a mohou se odloučit od sociálně přidělených úkolů jednoho z pohlaví. Lidé, kteří jsou androgynní, neberou v potaz, které vlastnosti jsou kulturně zkonstruované specificky pro muže a které pro ženy v dané společnosti, a raději se zaměřují na chování, které je nejvíce efektivní v dané situaci.

## Bemin inventář genderových rolí
Bemin inventář genderových rolí (BSRI) byl sestaven ranou vůdčí zastánkyní androgynie, Sandrou Bem (1977). BSRI je jedním z nejvíce používaných genderových měřítek. Na základě individuálních odpovědí na položky v BSRI jsou klasifikovány jako jedny ze čtyř genderových rolí orientace: mužská, ženská, androgynní a nediferencovaná. Bem chápala, že mužské i ženské vlastnosti mohou být vyjadřovány kýmkoliv a to by určovalo dané orientace genderových rolí.
Androgynní člověk je žena nebo muž, který má vysoký stupeň obou, ženských (expresivních) a mužských (instrumentálních) rysů. Ženský jedinec je zařazen vysoko v ženských (expresivních) vlastnostech a nízko v mužských (instrumentálních) rysech. Mužský jedinec je zařazen vysoko v instrumentálních rysech a nízko ve expresivních rysech. Nediferencovaná osoba je řazena nízko v ženských i mužských rysech.

## Pohlaví a chování
Lesby, které se nedefinují jako butch (výrazně mužné) nebo femme (výrazně ženské), se mohou identifikovat s různými jinými označeními včetně "androgynní", zkráceně "andro". K několika dalším příkladům patří "lipstick lesbian", "tomboy", a "tom suay", což thajsky znamená 'krásná butch'. Některé lesby celkově odmítají označení genderových performativit a neschvalují jejich uvalení ostatními. Všimněte si, že androgyni a butch jsou často považovány za ekvivalentní definice, i když méně na butch/femme scéně.
Nedávno ražené slovo genderqueer je často používáno k odkázání na androgynii, ale pojmy "genderqueer" a "androgynie" (nebo "androgynní") nejsou ekvivalentní, ani zaměnitelné. "Genderqueer" není specifické pro androgyny. Není to označení genderové identity a může odkazovat na jakoukoli osobu, cisgender nebo transgender, jejichž chování spadá mimo běžné genderové normy. Kromě toho, "genderqueer", na základě jeho vazby s queer kulturou, nese společensko-politické konotace, které androgynie nenese. Z těchto důvodů někteří androgyni mohou označení "genderqueer" považovat za nepřesné, nepoužitelné, nebo urážlivé. "Androgneita" je realizovatelnou alternativou k "androgynii" pro odlišení vnitřních (psychologických) faktorů od vnějších (vizuálních) faktorů.
Pojmy jako "bisexuál", "heterosexuál" a homosexuál mají menší význam pro androgyny, kteří se za muže ani ženy často nepovažují. Slova gynefilie a androfilie se jen zřídkakdy používají, a někteří je popisují jako androsexuály. Tato slova se však vztahují na pohlaví osoby, která je přitahuje, ale neoznačují žádné konkrétní pohlaví na straně osoby, která cítí přitažlivost.

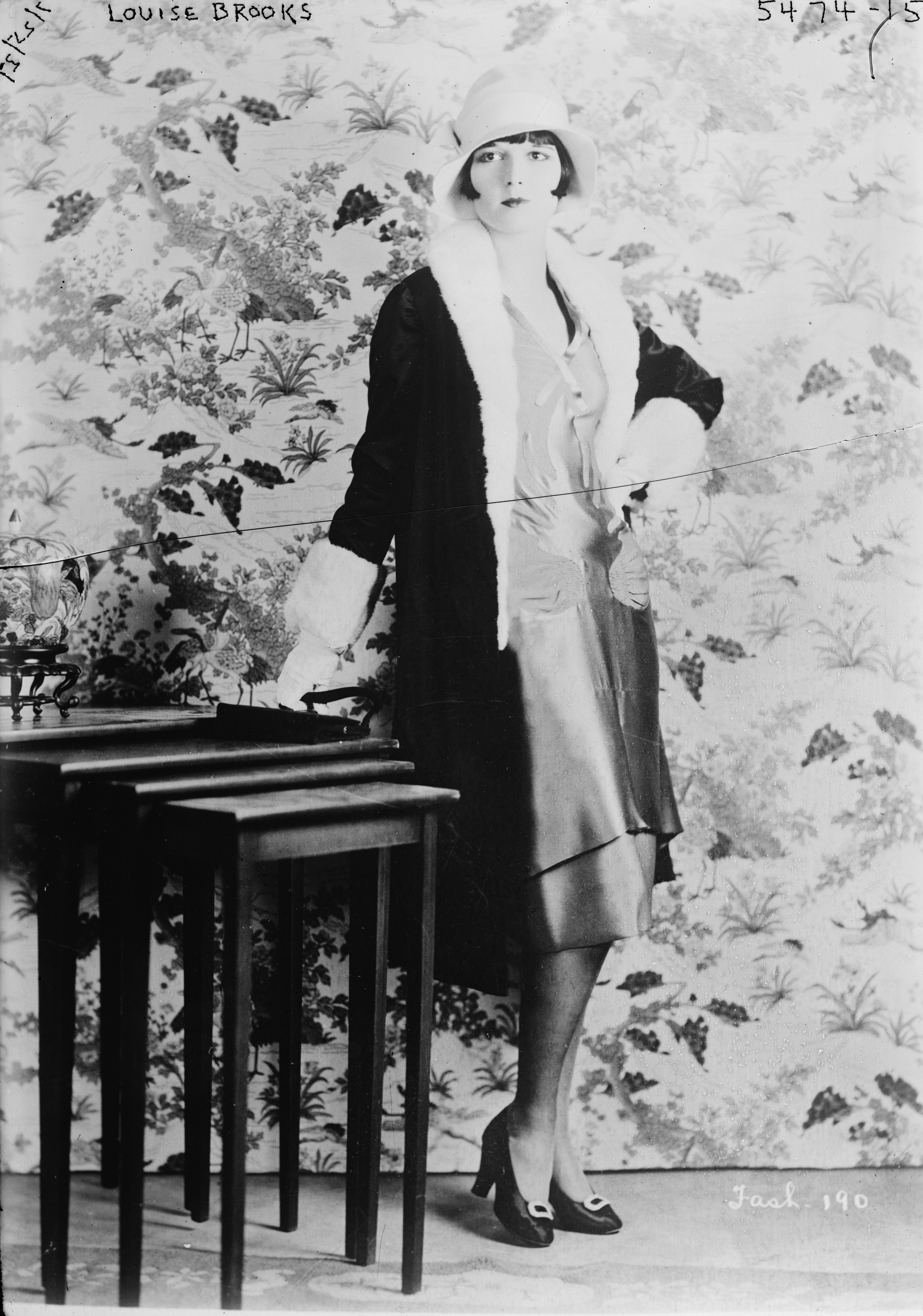
Louise Brooks představovala nekonvenční mladou ženu, tzv. 'ptáče' (flapper). Takové ženy zpochybňovaly tradiční genderové role, nosily spíše mužské účes a měly androgynní postavu.

Podle Sandry Bem jsou androgynní muži a ženy flexibilnější a s lepším mentálním zdravím než mužští a ženští jedinci; nediferencovaní jedinci jsou méně kompetentní. Mladší výzkum toto zjištění do určité míry odhalil a Bem sama zjistila nedostatky v její původní průkopnické práci. Teď dává přednost práci s teorií genderového schématu.
Do určité míry kontext ovlivňuje, která genderová role je nejvíce adaptivní. V blízkých vztazích mohou být ženská nebo androgynní role více žádoucí kvůli expresivní podstatě blízkých vztahů. Nicméně mužská nebo androgynní pohlavní role může být více žádoucí v akademickém a pracovním nasazení kvůli požadavkům na akci a asertivnost.
Jedna studie zjistila, že mužští a androgynní jedinci měli vyšší očekávání v kontrole výsledku jejich akademickém úsilí než ženští či nediferencovaní jedinci.

## Kultura
Říci, že kultura nebo vztah je androgynní, znamená říci, že postrádá rigidní genderové role a že zahrnutí lidé projevují vlastnosti či se podílejí v aktivitách tradičně asociovaných s opačným pohlavím. Termín "androgynní" je často používán k odkazu na osobu, u které kvůli jejímu vzhledu jde obtížně určit pohlaví, ale celkově se nepoužívá k popisu intersexuality, transgender nebo two-spirit lidí. Občas si lidé nepovažující se za androgyna adaptují vzhled tak, aby vypadali androgynně. Tato vnější androgynie byla použita jako módní vyjádření a některé mírnější formy (např.: ženy nosí pánské kalhoty/muži nosí sukně) nejsou vnímány jako transgenderové chování.

## Fyzické vlastnosti
Androgynní rysy jsou takové, které buď nemají pohlavní hodnotu nebo mají některé aspekty obvykle připisovány opačnému pohlaví. Fyzická androgynie; někteří intersexuální a non-intersexuální lidé mohou vykazovat androgynní fyzické rysy. To je odlišné od androgynie, která se týká osobní a sociální anomálie v pohlaví, a je také odlišný od psychologické androgynie, která je otázkou genderové identity.

## Alternativy
Alternativní androgynie je transcendence genderové role: názor, že jednotlivé kompetence by měly být rozčleněny na osobní bázi spíše než na podstatě mužskosti, ženskosti nebo androgynie.
V agenderismu je rozdělení lidí na muže a ženy (ve smyslu psychiky), považováno za chybné a umělé.

## Módní historie
Téměř v celé západní kultuře společnost vytvořila pravidla, aby zamezila lidem oblékat se do jiného oblečení, než jaké náleží jejich pohlaví. Společnost definovala kalhoty jako pánské oblečení a ženy by za jejich nošení byly odsuzovány. Nicméně, během 18. století bylo možno vidět špionky a Vivandières, které na sobě nosily určitou uniformu s šaty přes kalhoty. Ženské aktivistky se v té době také rozhodly, že budou nosit kalhoty, například Luisa Capetillo, aktivistka za ženská práva a první žena v Portoriku, která se na veřejnosti ukázala v kalhotách.

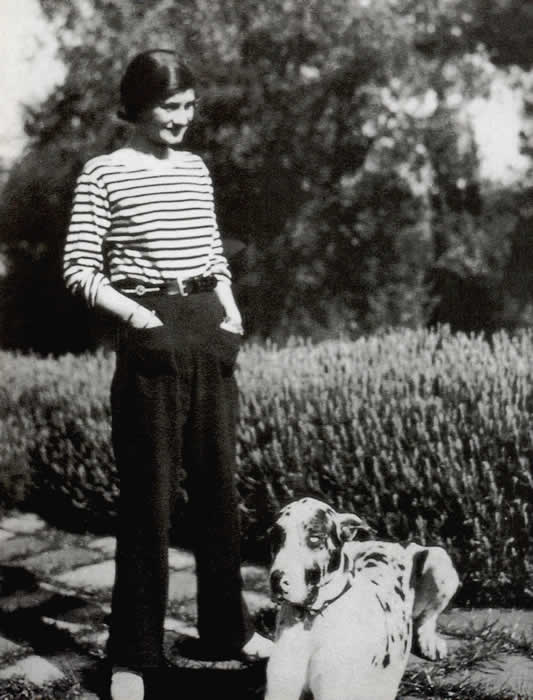
Chanel oblečená do námořnického trikotu a kalhot. 1928

Na počátku 19. století se objevilo rozmazání tradiční genderové role objevující se s První světovou válkou a součástí nové módy takových módních průkopníků jako Paulse se staly kalhoty prominentními v rozostření tradiční genderové role, které se objevily s První světovou válkou a byly zavedeny do módy módními průkopnícemi jako byly Paula Poireta a Coco Chanel. Nejen mladé nekonvenční ženy začaly být oblíbené, bylo to navíc doprovázeno vkusem, který dal ženám androgynní vzhled. Coco Chanel, která milovala nošení kalhot, se do toho vložila a představila plážová pyžama a jezdecké kalhoty pro ženy. Během 30. let 20. století, okouzlující herečky, jako například Marlene Dietrich fascinovaly a šokovaly silnou touhou nosit kalhoty a přijmout androgynní styl. Nejen že je ikonou stylu pro androgynní lidi, ale také je známá jako první herečka, která si na premiéru oblékla kalhoty.

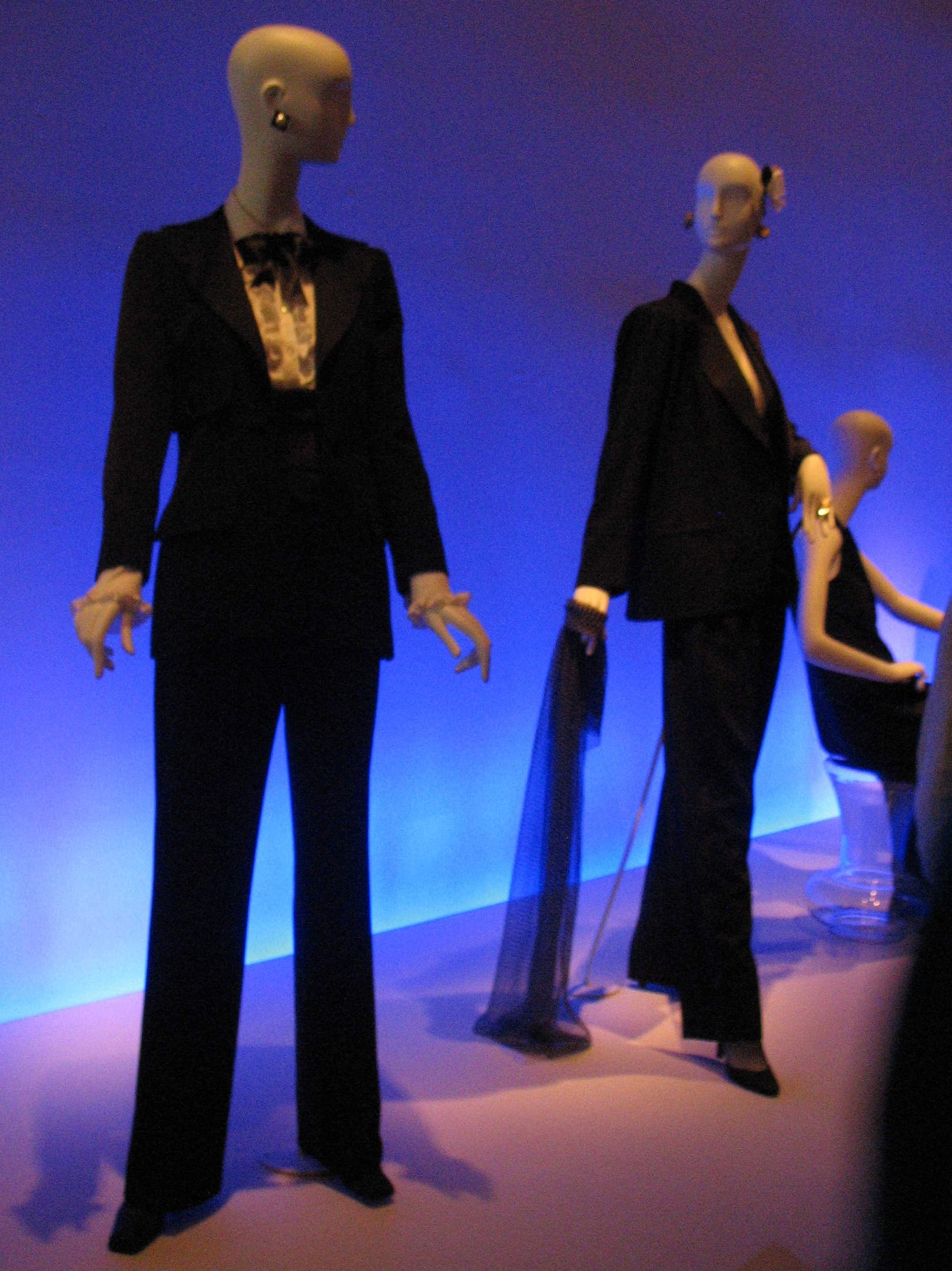
Yves Saint Laurent, Le Smoking oblek, vytvořený v roce 1966

Během 60. a 70. let 20. století se předpokládalo, že ženské osvobozenecké hnutí, pohlavní osvobození a Stonewallské nepokoje odehrávající se v tehdejší době přispěly k tomu, jaká móda byla a jak ovlivnila tehdejší módní designéry, jako byla například Yves Saint Laurent. Yves Saint Laurent navrhl Le Smoking oblek a poprvé jej představil v roce 1966, a erotizované androgynní fotografie Helmuta Newtona udělaly z Le Smoking ikonu. Le Smoking oblek bylo kontroverzní vyjádření ženskosti a způsobil převrat v nošení kalhot.

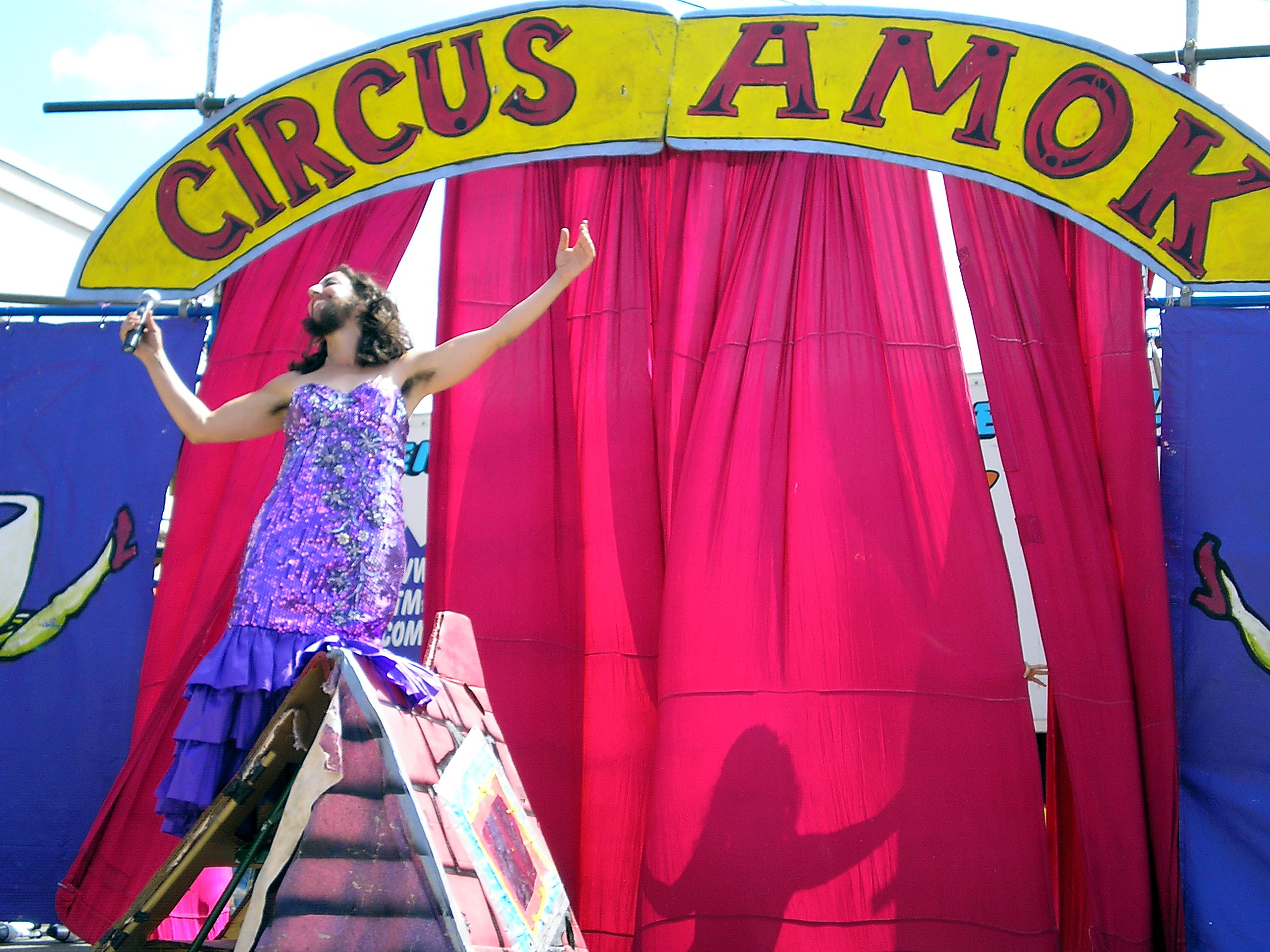
Jennifer Miller, vousatá žena

Elvis Presley je považován za prvního člověka, který představil androgynní styl v rock'n'rollu a udělal z toho vzor pro všechny rock'n'rollové hvězdy od roku 1950. Jeho oční líčení v lidech evokovalo myšlenku, že je zženštilý muž, ale Elvis Presley byl považován za prototyp vzhledu v rock'n'rollu. Rolling Stones, řekl Mick Jagger, se stal androgynní "hned a nevědomě", díky němu.
Nicméně, vzestup androgynního oblékání pro muže opravdu začal v průběhu 60. a 70. let. Když Rolling Stones hráli v Londýnském Hyde Parku v roce 1969, Mick Jagger měl na sobě bílé 'pánské šaty' navržené britským designérem Mr Fishem. Mr Fish, také známý jako Michael Fish, byl nejmódnější návrhář triček v Londýně, vynálezce širokých vázanek a hlavní módní vůdce Paví revoluce v pánské módě. Jeho tvorba pro Micka Jaggera byla považována za ztělesnění svižných 60. let. Od té doby byl androgynní styl přijat mnoha celebritami.
Během 70. let nosil Jimi Hendrix boty s vysokými podpatky a blůzy poměrně často a David Bowie představil své alter ego Ziggyho Stardusta, postavu, která byla symbolem sexuální nejednoznačnosti, když nahrál album 'The Rise and Fall of Ziggy Stardust and Spiders from Mars'. To se událo v době, kdy androgynie vstoupila do středního proudu v 70. letech a měla velký vliv na pop kulturu. Dalším významným vlivem během této doby byl John Travolta, jeden z androgynních mužských hrdinů post-counter-kultury disco éry v 70. letech, který hrál v Pomádě a Horečce sobotní Noci.
Genderově zkřížený vzhled Grace Jones v 80. letech překvapil veřejnost, ale její androgynní styl a výstřední osobnost inspirovaly mnoho lidí a stala se androgynní ikonou pro moderní celebrity. Toto bylo vnímáno jako kontroverzní, ale od té doby počet designérů unisex oblečení v pozdních 90. letech vzrostl a androgynní styl byl široce přijat. Hranice mezi tradičními ideály muže a ženy se staly více rozmazané v průběhu let a netřeba dodávat, že naše generace bude i nadále posunovat tyto hranice a vyzývat společnost.
Androgynie získala větší význam v populární kultuře na počátku 21. století. Módní průmysl i pop kultura ji přijali a dokonce zpopularizovaly "androgynní" vzhled s několika současními popovými hvězdami oslavovanými jako kreativní udavači trendů.
Vzestup metrosexuálů v prvním desetiletí po roce 2000 byl také popsán jako související jev spojený s tímto trendem. Tradiční genderové stereotypy byly zpochybněny a obnoveny v posledních letech, datující se do 60. let 20. století., hnutí hippie a flower power. Umělci ve filmu jako je Leonardo DiCaprio, si pohrávali se "skinny" (hubeným) vzhledem v 90. letech, odklon z tradiční maskulinity, který vedl k módnímu výstřelku zvanému "Leo mánie". Tento trend přišel dlouho po hudebních hvězdách jako David Bowie, Boy George, Prince a Annie Lennox, kteří zpochybnili normy v 70. letech a dali základ cross gender oblečení v 80. letech. Hudební hvězdy jako Marilyn Manson a kapela Placebo používali oblečení a make-up k vytvoření androgynní kultury v 90. letech a první dekádě 21. století. Manson se dokonce objevil jako bezpohlavní na obalu jeho alba Mechanical Animals, kde ukazoval ňadra a žádné pohlavní orgány.

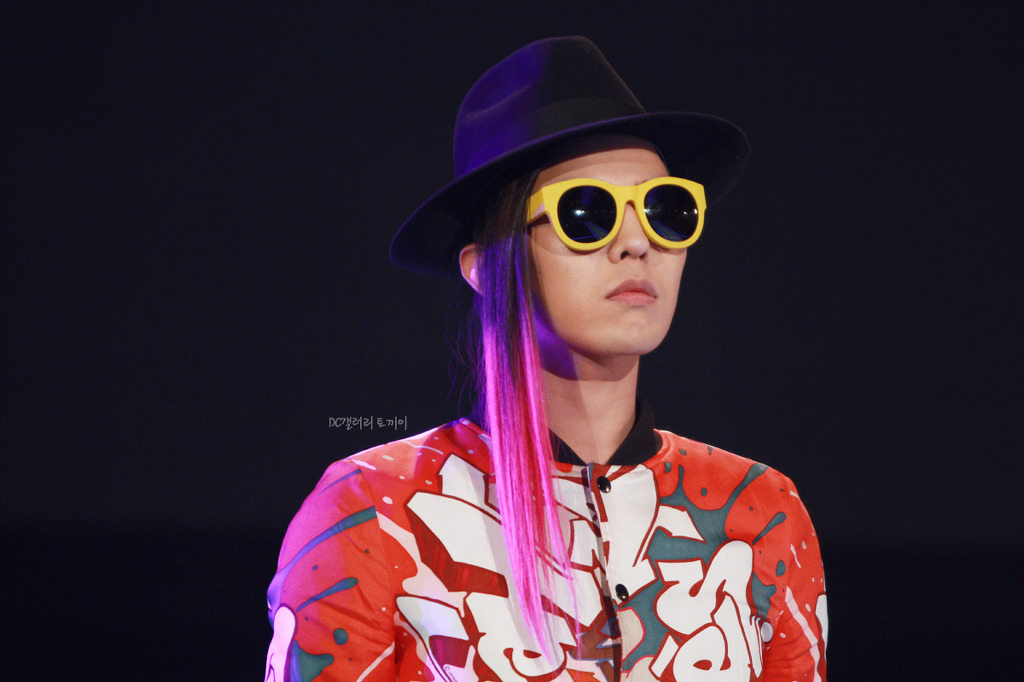
Jihokorejská popová hvězda G-Dragon je známá pro svůj androgynní vzhled.

Zatímco 90. léta rozvinula a módně vyvinula přitažlivost unisex oblečení, začal vzrůstat počet designérů, kterým se tento vzhled líbil, jako například Helmut Lang, Giorgio Armani a Pierre Cardin, módní trendy se do středního proudu dostaly v prvním desetiletí 21. století a zahrnovaly muže, kteří zkoušeli různé účesy: dlouhé, barvené a melírované vlasy. Muži v katalozích začali nosit šperky, make-up, visual kei a pěstěné strniště. Tyto styly se staly významnými v populárních trendech 21. století, v západním světě i Asii. Japonské a korejské kultury vytvořily z androgynního vzhledu pozitivní atribut ve společnosti, jak je znázorněno v K-popu, J-popu, anime a manze, stejně jako v módním průmyslu.